# Альперін Юхим Йосипович
Юхи́м Йо́сипович Альпе́рін (нар. 17 квітня 1924, Кам'янець-Подільський — 10 лютого 1977, Кам'янець-Подільський) — український письменник, літературознавець, журналіст, педагог. Псевдонім — Юхим Ясний. Кандидат філологічних наук (1972). Член Спілки журналістів СРСР. Батько джазмена Михайла Альперіна.

## Біографія
Юхим Йосипович Альперін народився 17 квітня 1924 року в місті Кам'янець-Подільський у родині службовця. 1941 року закінчив дев'ять класів. На початку німецько-радянської війни виїхав із Кам'янця-Подільського в евакуацію. Від серпня 1941 року до березня 1943 року працював слюсарем на військовому заводі № 760 у Свердловську (нині Єкатеринбург).
У березні 1943 року Юхима Альперіна призвали до армії. Воював на Білоруському, Карельському фронтах. Улітку 1944 року визволяв Карелію. Далі бойовий шлях Альперіна проляг через Фінляндію, Норвегію, Східну Пруссію. Брав участь у боях за місто Кенігсберг (нині Калінінград). 1945 року брав участь у боях на Далекому Сході проти Японії, її Квантунської армії.
На фронті Юхима Альперіна було поранено та контужено, але він залишився в строю. Нагороджено медалями «За бойові заслуги», «За оборону Радянського Заполяр'я», «За взяття Кенігсберга», «За перемогу над Німеччиною у Великій Вітчизняній війні 1941—1945 рр.», «За перемогу над Японією».
Військова служба Альперіна тривала до квітня 1947 року. Далі 23-річний капітан повернувся в Кам'янець-Подільський. 1955 року він закінчив філологічний факультет Кам'янець-Подільського педагогічного інституту (нині Кам'янець-Подільський національний університет імені Івана Огієнка).
Працював директором школи в селі Голосків Кам'янець-Подільського району (1959—1961), у редакції газети «Прапор Жовтня» в Кам'янці-Подільському (відповідальний секретар), старшим викладачем Кам'янець-Подільського педагогічного інституту.

## Творчість
Видав повісті «Атака» (1971), «Хатина на кордоні» (1972), нарис «Микита Годованець» (1973).
Прототипом головного героя повісті «Атака» став кам'янчанин Федір Тарабан. Цей танкіст (у повісті Федір Таран) протримався у підбитому танкові на захопленій фашистами території 20 діб і не здався ворогові. У жовтні 1972 року в Кам'янець-Подільському міському Будинку культури на засіданні «Клубу цікавих зустрічей» читачі мали можливість поспілкуватися як з автором «Атаки», так і з прототипом головного її героя.
Повість «Хатина на кордоні» має підзаголовок «Із сімейної хроніки». Це розповідь про родину Артемових, яка «багато років проживала поблизу кордону, допомогла затримати 170 диверсантів, шпигунів і контрабандистів». У відгуку «Плід багаторічного пошуку» («Прапор Жовтня» від 17 лютого 1973 р.) Микита Годованець відзначив у повісті «глибоку правду життя, яскраві приклади патріотизму наших людей».
Був членом редколегії літературно-художнього альманаху «Кам'янець-Подільський» (1956).
Досліджував творчість Микити Годованця, з яким жив у одному будинку на розі вулиць Шевченка та Пушкінської. 1972 року в Інституті літератури імені Тараса Шевченка АН УРСР захистив кандидатську дисертацію «Українська радянська байка і творчість Микити Годованця». Одним з офіційних опонентів кам'янчанина був український літературознавець, доктор філологічних наук, професор Одеського університету, автор низки публікацій про Годованця, уродженець Волочиська Іван Дузь.

## Сім'я
Дружина — Сара Савелівна, була музикантом-педагогом. Діти:
- Йосип — інженер-конструктор
- Михайло — джазовий віртуоз, викладач джазового фортепіано, сольфеджіо та імпровізації у Вищій музичній школі в Осло.